# Walter Gaitán
Walter Nicolás Gaitán Sayavedra (* 13. März 1977 in La Rioja) ist ein argentinischer Fußballspieler, der im offensiven Mittelfeld bzw. im Angriff zum Einsatz kommt.

## Leben
Gaitán begann seine Profikarriere bei Rosario Central und schaffte 1998 den „Sprung über den Atlantik“ zum spanischen Erstligisten FC Villarreal, bei dem er bis Ende 2000 unter Vertrag stand. Anfang 2001 kehrte er in seine Heimat zurück und spielte für die Boca Juniors, mit denen er im Juni 2001 die Copa Libertadores gewann.
Im Sommer 2002 wechselte er nach Mexiko, wo er zunächst bis Ende 2007 bei den Tigres de la UANL unter Vertrag stand und im Torneo Apertura 2005 mit elf Treffern – gleichauf mit drei anderen Spielern – Torschützenkönig der mexikanischen Profiliga wurde. Danach spielte er für Necaxa und anschließend die Tiburones Rojos de Veracruz, bevor er Anfang 2011 zum Los Angeles Blues SC in die dritte US-amerikanische Spielklasse wechselte. Dort blieb er nur einige Monate und kehrte anschließend in seine Heimat zurück, wo er seither bei Atlético de Rafaela unter Vertrag steht.

## Erfolge

### Verein
- Copa Libertadores: 2001

### Persönlich
- Torschützenkönig der mexikanischen Liga: Apertura 2005